# カリマン1世
カリマン1世（ブルガリア語: Калиман Асен I、1234年頃 - 1246年）は、第二次ブルガリア帝国の皇帝（ツァール、在位：1241年 - 1246年）。ブルガリア皇帝イヴァン・アセン2世とハンガリー出身の皇妃アンナ・マーリアの子。ハンガリー王アンドラーシュ2世を母方の祖父に持つ。母方の叔父である"Coloman"（en:Coloman of Galicia-Lodomeria）に従って、カールマンとも呼ばれる。

## 生涯
カリマン1世の治世は、ブルガリア帝国の支配力が徐々に衰退した時期だとみなされている。7歳の幼帝が単独で国を統治することは不可能であり、国は摂政が統治していた。治世の初期、ブルガリアはヨーロッパから撤退中のモンゴル軍の攻撃を受け、攻撃の後にブルガリアには1年ごとのモンゴルへの貢納が課せられた。
カリマン1世が夭折するまでの間、イヴァン・アセン2世時代以前に拡大したブルガリアの国境はかろうじて維持されるが、隣国のエピロス専制侯国とセルビア王国への影響力は消失した。1245年にローマ教皇インノケンティウス4世は、アセン2世の時代に失効したブルガリアとの教会合同を甦らせようとカリマン1世に書簡を送った。また、国内の封建領主が皇帝が幼少であることに便乗して領民から搾取を行った兆候が見られる。
1246年の8月から9月の間、カリマン1世は義母のイレネ（イリニ）によって毒殺される。彼の死因についてビザンツ帝国（東ローマ帝国）の歴史家ゲオルギオス・アクロポリテスは自然死、もしくは毒殺と記した。死後、イレネの子で、カリマンの異母弟であるミハイル・アセンが帝位を継いだ。